# Eptesicus hottentotus
Eptesicus hottentotus és una espècie de ratpenat de la família dels vespertiliònids. Viu a Kenya, Lesotho, Malawi, Moçambic, Namíbia, Sud-àfrica, Zàmbia i Zimbàbue.